# سم اوکویه
سم اوکویه (به انگلیسی: Sam Okoye؛ ۱ مهٔ ۱۹۸۰ – ۳۱ اوت ۲۰۰۵) دروازه‌بان فوتبال نیجریه‌ای بود که در مسابقات قهرمانی جوانان جهان ۱۹۹۹ نمایندهٔ نیجریه بود.

## درگذشت
چهار ماه پس از بیست و پنجمین سالگرد تولدش، در حالی که در تهران زندگی می‌کرد، بنا به گزارش‌ها پس از چند روز بیماری در آنجا درگذشت. علت و شرایط مرگ او به طور کامل روشن نشده است و مقامات ایرانی تا ماه مهٔ ۲۰۰۶ بقایای او را برای بازگرداندن به میهن و دفن در نیجریه تحویل ندادند. عرفان اولروم و سانی اوکویه که در فوتبال ایران بازی می‌کردند، گزارش دادند که مقامات باشگاه فوتبال سرخ‌ پوشان موافقت کرده‌اند که هزینه‌های پرواز این فوتبالیست فقید را پرداخت کنند.